# Amazonka
Amazonka (port. Rio Amazonas, hiszp. Río Amazonas) – rzeka Ameryki Południowej o największym średnim przepływie na Ziemi. Jej długość jest sprawą kontrowersyjną, najczęściej podawana jest wartość 6400 km, jednak według innych źródeł jest to pierwsza rzeka na świecie pod względem długości (7040 km), o 390 km dłuższa od Nilu. Amazonka ma największe na świecie dorzecze (o powierzchni ok. 7 mln km²) i największe zasoby wodne, w jej dorzeczu wyrastają największe lasy tropikalne. Nazwa najprawdopodobniej pochodzi od błędnie tłumaczonej nazwy amacunu – „niedźwiedź wodnych chmur”, którą rozpropagował w Europie, po roku 1540 Hiszpan, Francisco de Orellana, który jako pierwszy przepłynął rzekę z Andów do ujścia.
Długość rzeki od wieków była sporna. Pomiar utrudniał nie tylko dylemat wyodrębnienia spośród ponad 200 dopływów właściwej rzeki, ale i dotarcie do ukrytych w niedostępnym terenie źródeł – rzetelny wybór dopływu powinien być poprzedzony wieloletnim pomiarem wielkości jego przepływu wody, aby uśrednić jego wahania w szerokich granicach. Długość nieuregulowanej rzeki zmienia się ciągle, szczególnie po powodziach: stare zakola zostają odcięte jako starorzecza, powstają nowe, rzeka na długich odcinkach płynie kilkoma ramionami o różnej długości, które zmieniają się na przestrzeni lat.

## Bieg rzeki

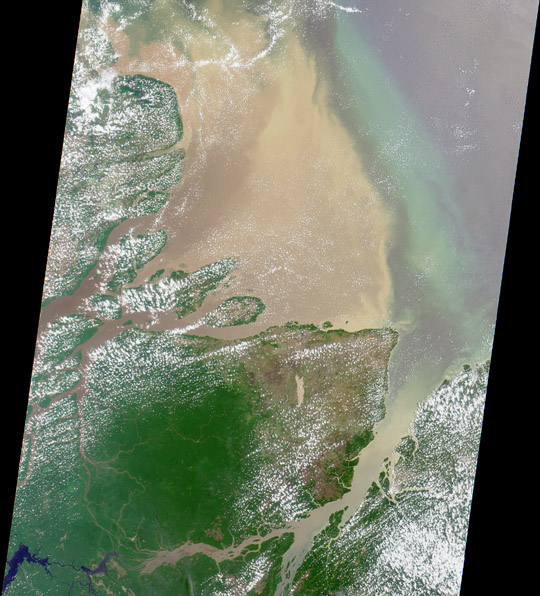
Ujście Amazonki

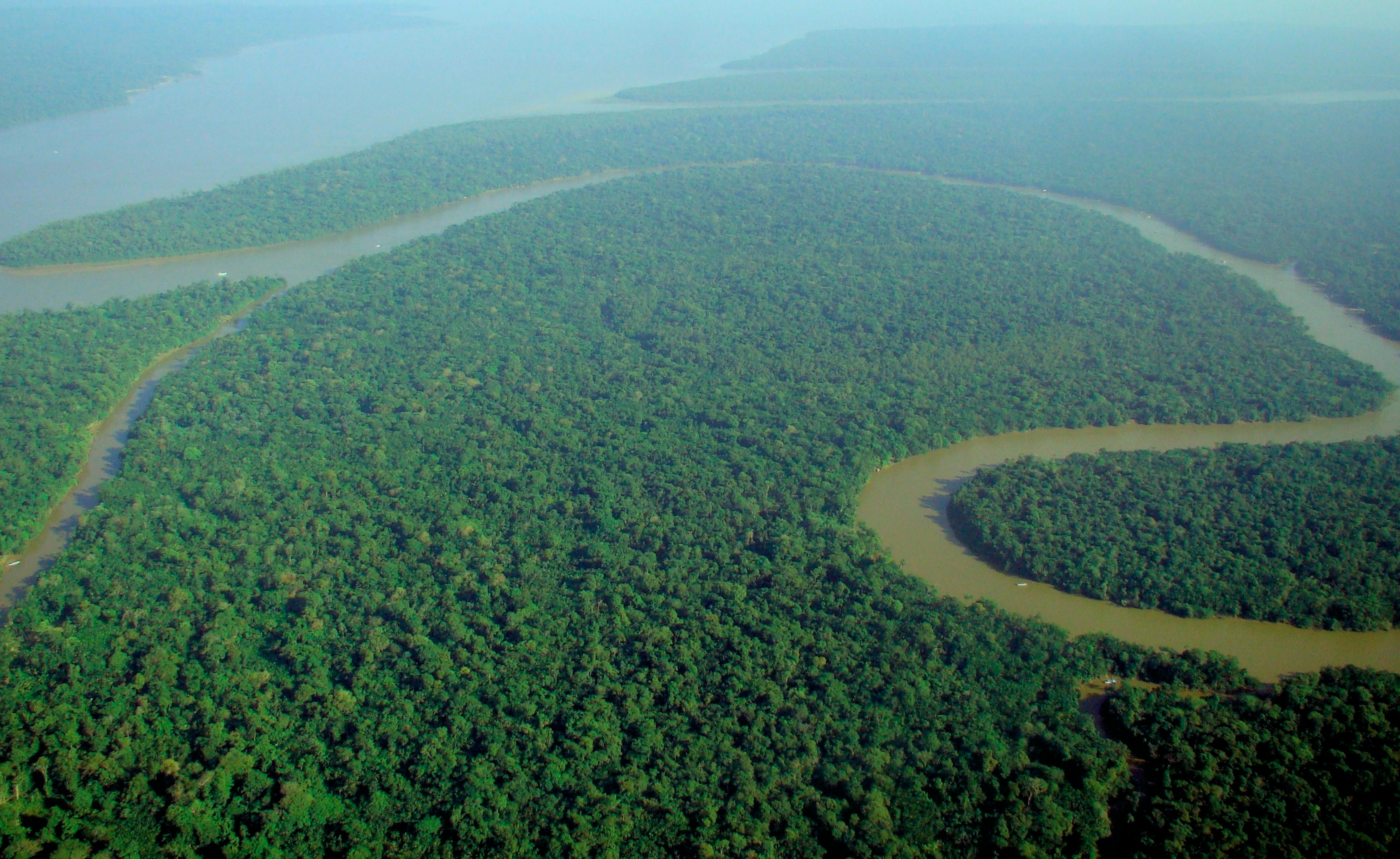
Amazonka

Płynie przez Peru i Brazylię oraz częściowo, jako rzeka graniczna, przez Kolumbię. Źródła Amazonki znajdują się w peruwiańskich Andach na wysokości 5170 m n.p.m. Według jednej z propozycji wypływa ze stoków góry Quehuisha małym potokiem o nazwie Apacheta znajdującym się w departamencie (regionie) Arequipa. Drugą rozpatrywaną alternatywą jest potok Carhuasanta, który według pomiarów hydrometrycznych prowadzonych przez czeskich naukowców miał wprawdzie w latach 1999 i 2000 mniejsze natężenie przepływu wody od Apachety, jednak na przestrzeni lat 1999 do 2009 stawał się stopniowo strumieniem o coraz większym znaczeniu i w 2009 roku jego natężenie przepływu wody było wyższe od zarejestrowanego dla Apachety – zdaniem autorów publikacji wyniki ich badań prowadzą do wniosku, że sprawa źródeł Amazonki nie została jeszcze jednoznacznie rozstrzygnięta.
Do jej ujścia w Atlantyku płynie w kierunku wschodnim przez Nizinę Amazonki.
Przy założeniu wersji potoku Apacheta źródła Amazonki odkrył polski podróżnik Jacek Pałkiewicz w 1996 roku. Fakt ten został uznany przez brazylijski Instituto Nacional de Pesquisas Espaciais (Narodowy Instytut Badań Kosmicznych) oraz przez Towarzystwo Geograficzne w Limie, z którego inicjatywy 10 września 2011 r. na miejscu źródła Amazonki wzniesiono obelisk z pamiątkową tablicą o treści: „Tu rodzi się Amazonka, największa rzeka świata. Ustaliła to w 1996 r. naukowa, polsko-włosko-rosyjsko-peruwiańska wyprawa kierowana przez Jacka Pałkiewicza”. Za to odkrycie Pałkiewicz został uhonorowany m.in. odznaczeniem Kawalera Orderu Zasługi Republiki Włoskiej w 1996. Jednak nawet przy założeniu tej wersji odkrycie to pozostaje jednak sprawą kontrowersyjną, gdyż już 11 lat wcześniej do źródeł Amazonki dotarła wyprawa z udziałem polskiego kajakarza Piotra Chmielińskiego.
Amazonka ma kilka rzek źródłowych, w zależności od przyjęcia jednej z nich za główną, podaje się różną długość. Do lat 50. XX wieku za rzekę źródłową Amazonki uważano Marañón, jednak obecnie przyjmuje się za taką rzekę Ukajali. Rzeka Ukajali ma swoje źródła w rzece Apurímac. Za pośrednictwem jednej z dwóch alternatyw, to jest rzeki Homillos lub układu rzek Challamayo (wraz z jeziorami Parihuana oraz Huarhuarco), Huarhuarco oraz Santiago, Apurímac ma swoje źródła w rzece Lloqueta. Potokami o największym natężeniu przepływu wody, zasilającymi Lloquetę są Apacheta i Carhuasanta. Według pomiarów peruwiańskich Amazonka jest najdłuższą rzeką świata. Razem z Ukajali i rzekami pośredniczącymi od źródeł w potoku Carhuasanta liczy 7025 km. Natomiast długość Amazonki wraz z Marañón wynosi około 6400 km.
W środkowym biegu, od ujścia Javari do ujścia Rio Negro, Amazonka nazywana jest Solimões. Szerokość rzeki dochodzi w środkowym biegu do 20 km, zaś w biegu dolnym do 100 km.
Ujście Amazonki do Atlantyku ma postać ogromnego deltowatego estuarium o powierzchni ok. 100 tys. km2, z licznymi, oddzielonymi od siebie, ramionami (około 200 odnóg). Uznawane jest często za największą deltę świata – nie jest to jednak klasyczne ujście w formie delty. Największe z ramion same mają charakter wielkich estuariów, rozpoczynających się nawet 350 km od oceanu. Przy ujściu rzeka ma prawie 80 km szerokości.
Maksymalny przepływ przy ujściu dochodzi do 300 tys. m³/s (średni roczny wynosi ok. 120 tys. m³/s). Tak duże masy słodkiej wody powodują wysładzanie wody oceanicznej w odległości do 400 km od ujścia. Ze względu na różnice w pojawianiu się deszczów zenitalnych na półkuli północnej i południowej Amazonka wzbiera dwukrotnie w ciągu roku. Z powodu równinnego ukształtowania terenu na Nizinie Amazonki, podczas owych powodzi woda może zalać obszar odległy o 70 km od brzegu rzeki.
Pływy sięgają do 1400 km od ujścia rzeki.

## Dopływy
Główne prawostronne dopływy Amazonki to:
- Ukajali
- Juruá
- Purús
- Madeira
- Tapajós
- Xingu
- Tocantins

Główne lewostronne dopływy Amazonki to:
- Napo
- Putumayo/Içá
- Japurá
- Rio Negro

## Żeglowność
Amazonka jest rzeką żeglowną na długości 4300 km i jest główną drogą komunikacyjną w tej części kontynentu. Statki do pojemności 5 tys. BRT docierają aż do Manaus, o pojemności do 3 tys. BRT nawet do peruwiańskiego Iquitos.

## Najdłuższe rzeki dorzecza Amazonki

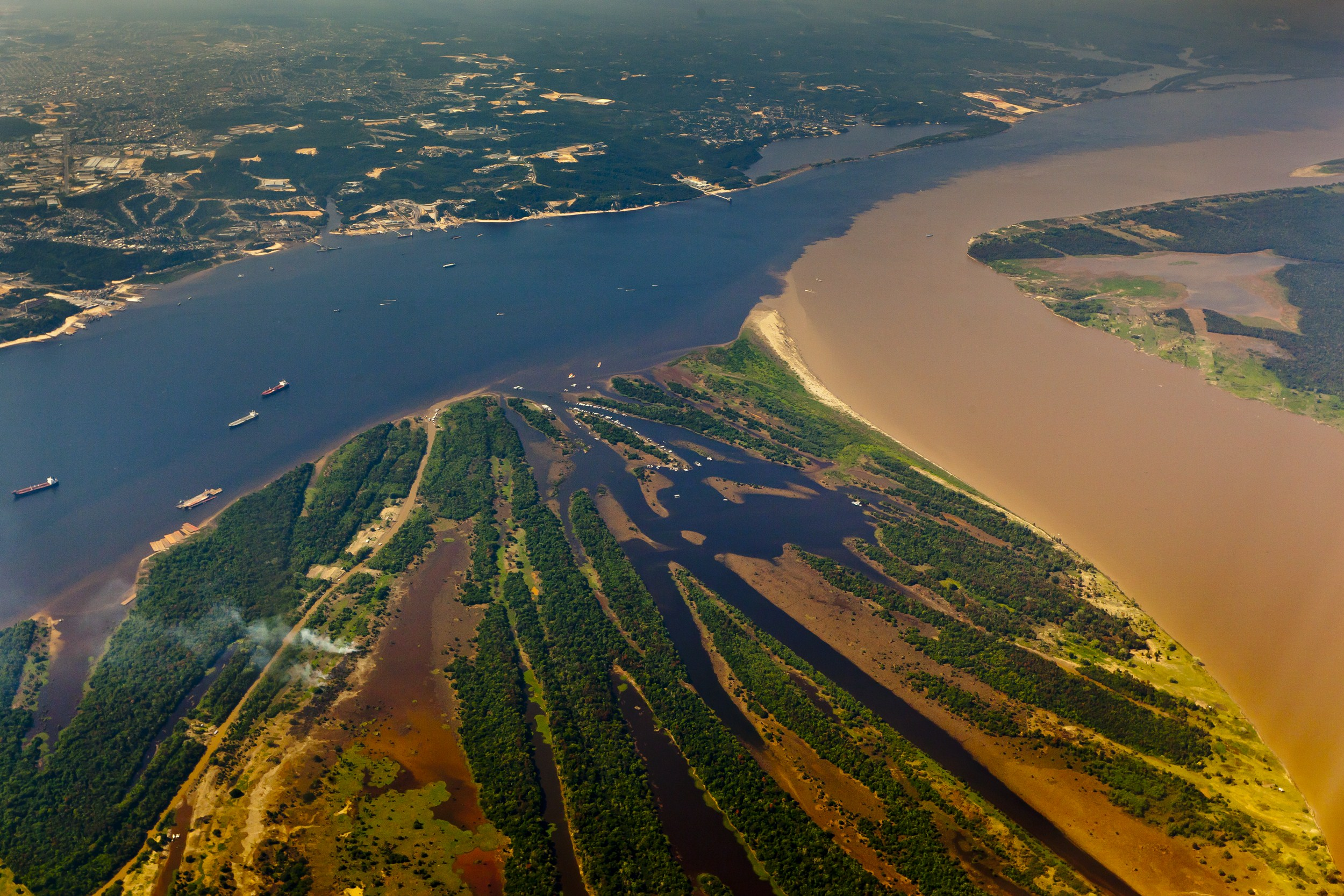
Rio Negro

1. 3379 km – Purús, Peru/Brazylia (2948 km) (3210 km)
2. 3239 km – Madeira, Boliwia/Brazylia
3. 2820 km – Caquetá/Japurá, Kolumbia/Brazylia
4. 2750 km – Tocantins, Brazylia (2416 km) (2640 km)
5. 2575 km – Araguaia, Brazylia (dopływ Tocantins)
6. 2410 km – Juruá, Peru/Brazylia
7. 2250 km – Rio Negro, Ameryka Południowa (2400 km)
8. 2100 km – Xingu, Brazylia (2900 km)
9. 1900 km – Tapajós, Brazylia (2550 km)
10. 1749 km – Guaporé, Brazylia/Boliwia (dopływ Madeira)
11. 1575 km – Putumayo/Içá, Ameryka Południowa
12. 1415 km – Marañón, Peru
13. 1300 km – Iriri, Brazylia (dopływ Xingu)
14. 1240 km – Juruena, Brazylia (dopływ Tapajós)
15. 1200 km – Tapajós, Brazylia
16. 1130 km – Madre de Dios, Peru/Boliwia
17. 1100 km – Huallaga, Peru (dopływ Marañón)

## Ważniejsze miasta nad Amazonką
- Iquitos
- Manaus
- Óbidos
- Santarém
- Belém
- Macapá